# Alfonso Parot
Alfonso Cristián Parot Rojas (Talca, 15 ottobre 1989) è un calciatore cileno, difensore dell'Universidad Católica.

## Statistiche
Statistiche aggiornate al 6 marzo 2023.

### Presenze e reti nei club
| Stagione                    | Squadra                     | Campionato                  | Campionato | Campionato | Coppe nazionali | Coppe nazionali | Coppe nazionali | Coppe continentali | Coppe continentali | Coppe continentali | Altre coppe | Altre coppe | Altre coppe | Totale | Totale |
| Stagione                    | Squadra                     | Comp                        | Pres       | Reti       | Comp            | Pres            | Reti            | Comp               | Pres               | Reti               | Comp        | Pres        | Reti        | Pres   | Reti   |
| --------------------------- | --------------------------- | --------------------------- | ---------- | ---------- | --------------- | --------------- | --------------- | ------------------ | ------------------ | ------------------ | ----------- | ----------- | ----------- | ------ | ------ |
| 2007                        | Universidad Católica        | PD                          | 1          | 0          | -               | -               | -               | -                  | -                  | -                  | -           | -           | -           | 1      | 0      |
| 2008                        | Universidad Católica        | PD                          | 8          | 0          | -               | -               | -               | -                  | -                  | -                  | -           | -           | -           | 8      | 0      |
| 2009                        | Universidad Católica        | PD                          | 2          | 0          | -               | -               | -               | -                  | -                  | -                  | -           | -           | -           | 2      | 0      |
| 2010                        | Ñublense                    | PD                          | 17         | 0          | -               | -               | -               | -                  | -                  | -                  | -           | -           | -           | 17     | 0      |
| 2011                        | Universidad Católica        | PD                          | 15         | 0          | CC              | 2               | 0               | CL                 | 6                  | 0                  | -           | -           | -           | 23     | 0      |
| 2012                        | Universidad Católica        | PD                          | 6          | 0          | CC              | 7               | 0               | CS                 | 6                  | 0                  | -           | -           | -           | 19     | 0      |
| 2013                        | Universidad Católica        | PD                          | 9          | 0          | -               | -               | -               | -                  | -                  | -                  | -           | -           | -           | 9      | 0      |
| 2013-14                     | Universidad Católica        | PD                          | 22         | 1          | CC              | 5               | 0               | CS                 | 6                  | 0                  | -           | -           | -           | 33     | 1      |
| 2014-15                     | Universidad Católica        | PD                          | 20         | 1          | CC              | 1               | 0               | CS                 | 2                  | 0                  | -           | -           | -           | 23     | 1      |
| 2015-16                     | Huachipato                  | PD                          | 11         | 2          | -               | -               | -               | -                  | -                  | -                  | -           | -           | -           | 11     | 2      |
| 2016-17                     | Universidad Católica        | PD                          | 27         | 1          | CC              | 7               | 0               | CL+CS              | 6+2                | 0                  | SS          | 1           | 0           | 43     | 1      |
| 2017                        | Universidad Católica        | PD                          | -          | -          | -               | 1               | 0               | -                  | -                  | -                  | -           | -           | -           | 1      | 0      |
| 2017-18                     | Rosario Central             | PD                          | 20         | 2          | CA              | 3               | 0               | CS                 | 2                  | 0                  | -           | -           | -           | 25     | 2      |
| 2018-19                     | Rosario Central             | PD                          | 20         | 2          | CA              | 6               | 0               | CL                 | 3                  | 0                  | SS          | 1           | 0           | 30     | 2      |
| 2019                        | Rosario Central             | PD                          | 1          | 0          | CDL             | 2               | 0               | -                  | -                  | -                  | -           | -           | -           | 3      | 0      |
| Totale Rosario Central      | Totale Rosario Central      | Totale Rosario Central      | 41         | 4          |                 | 11              | 0               |                    | 5                  | 0                  |             | 1           | 0           | 58     | 4      |
| 2019                        | Universidad Católica        | PD                          | 5          | 0          | CC              | 1               | 0               | -                  | -                  | -                  | -           | -           | -           | 6      | 0      |
| 2020                        | Universidad Católica        | PD                          | 23         | 0          | -               | 0               | 0               | CL+CS              | 3+6                | 0                  | SS          | 1           | 0           | 33     | 0      |
| 2021                        | Universidad Católica        | PD                          | 29         | 3          | CC              | 2               | 1               | CL                 | 6                  | 0                  | SS          | 1           | 0           | 38     | 4      |
| 2022                        | Universidad Católica        | PD                          | 29         | 0          | CC              | 6               | 0               | CL+CS              | 6+2                | 0                  | SS          | 1           | 0           | 44     | 0      |
| 2023                        | Universidad Católica        | PD                          | 6          | 0          | -               | -               | -               | -                  | -                  | -                  | -           | -           | 0           | 6      | 0      |
| Totale Universidad Católica | Totale Universidad Católica | Totale Universidad Católica | 202        | 6          |                 | 31              | 1               |                    | 51                 | 0                  |             | 4           | 0           | 290    | 7      |
| Totale carriera             | Totale carriera             | Totale carriera             | 272        | 12         |                 | 47              | 1               |                    | 56                 | 0                  |             | 5           | 0           | 375    | 13     |

## Palmarès

### Club

#### Competizioni nazionali
- Campionato cileno: 4

Universidad Católica: 2016-A, 2019, 2020, 2021
- Copa Chile: 1

Univ. Católica: 2011
- Supercopa de Chile: 3

Univ. Católica: 2016, 2020, 2021
- Copa Argentina: 1

Rosario Central: 2017-2018